# SCIPHOX
SCIPHOX (Standardized Communication of Information Systems in Physician Offices and Hospitals using XML) wurde von der HL7 Benutzergruppe in Deutschland e.V. und dem Qualitätsring medizinische Software (QMS) ins Leben gerufen mit dem Ziel, öffentlich diskutierte Vorgaben für Dokumentationsmodelle im Gesundheitswesen zu erarbeiten und bereitzustellen.
Zunächst handelte es sich bei SCIPHOX um eine Anfang des Jahres 2000 ins Leben gerufene Arbeitsgruppe, danach war sie in der Rechtsform einer GbR mit beschränkter Haftung etabliert. Mittlerweile werden die Aktivitäten zu SCIPHOX in den Technischen Komitees von HL7 Deutschland und im so genannten Interoperabilitätsforum fortgeführt.
SCIPHOX verwendet die Clinical Document Architecture (CDA), die ein "Familienmitglied" des HL7 Version 3 Standards darstellt.